# مقاطعة ترايل (داكوتا الشمالية)
ترايل (بالإنجليزية: Traill)‏ هي إحدى مقاطعات ولاية داكوتا الشمالية في الولايات المتحدة الأمريكية.